# Rina Lasnier

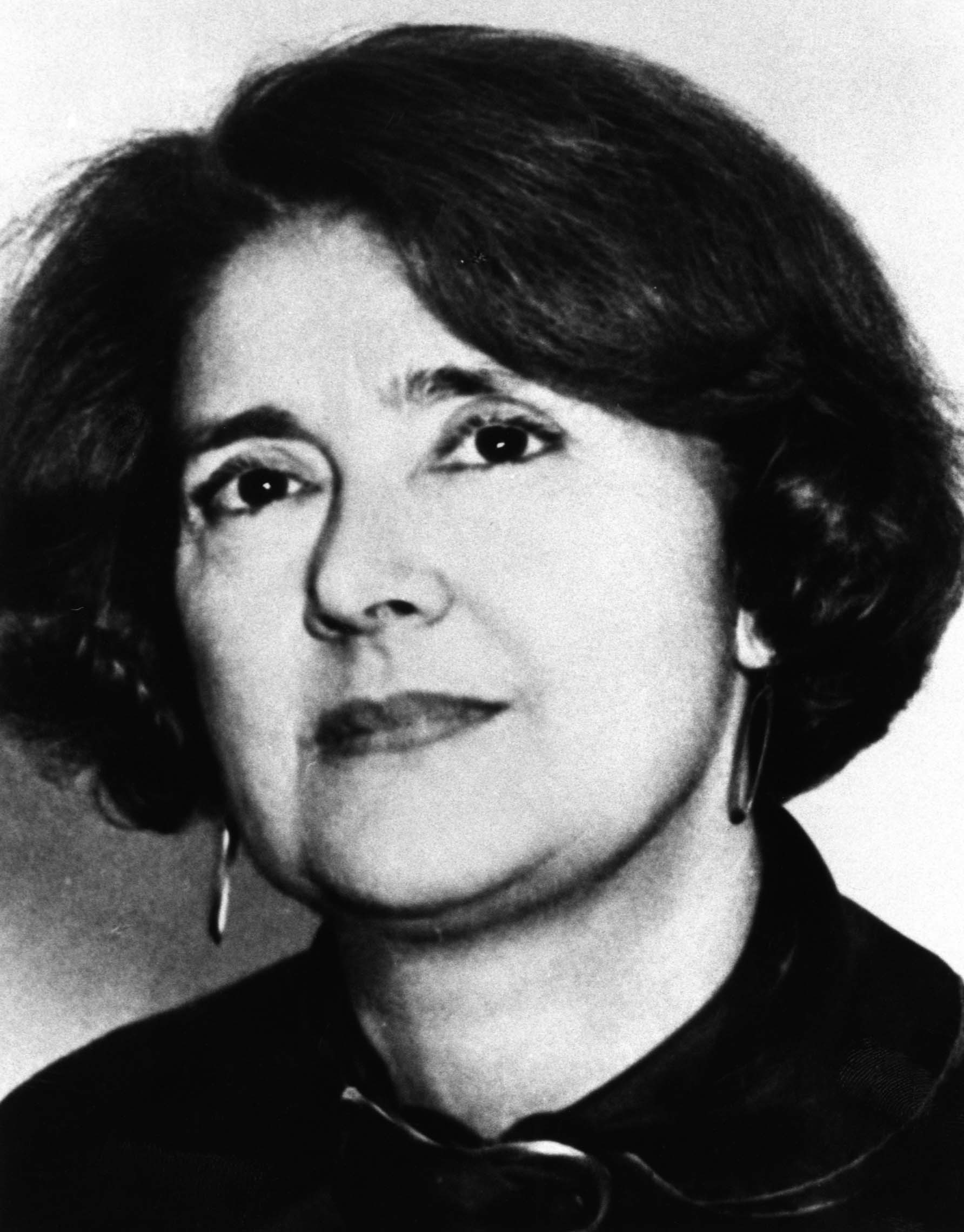
Rina Lasnier (1977)

Rina Lasnier (* 6. August 1910 in Le Haut-Richelieu; † 9. Mai 1997 in Saint-Jean-sur-Richelieu) war eine kanadische Dichterin französischer Sprache.

## Leben und Werk
Rina Lasnier arbeitete nach dem Studium als Journalistin. Sie trat 1939 mit einem Stück über die später heiliggesprochene Indianerin Kateri Tekakwitha in Erscheinung und veröffentlichte von 1941 bis zu ihrem Tod Gedichtbände, die ihr zahlreiche Preise und das Ehrendoktorat der Universität Montreal einbrachten. Man hat ihr Werk in die Nähe von Saint-John Perse und Paul Claudel gerückt.  In Saint-Jean-sur-Richelieu erinnert eine bebilderte Gedenktafel an die Dichterin.

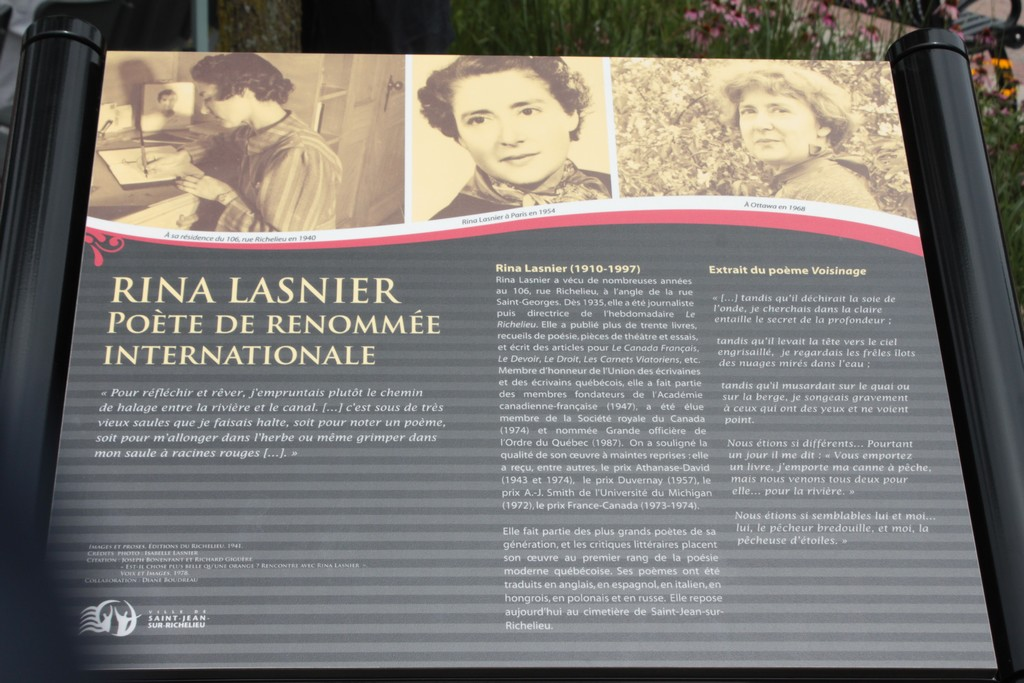
Gedenktafel in Saint-Jean-sur-Richelieu

## Werke (Auswahl)
- Féerie indienne. 1939. (Theaterstück)
- Le jeu de la voyagère. 1941.
- Madones canadiennes. 1944.
- Chant de la montée. 1947.
- Escales. 1950.
- Présence de l’absence. 1956.
- Mémoire sans jour. 1960.
- Gisants. 1963.
- Arbre blanc. 1966.
- Poèmes. 2 Bde. Fides, Montreal 1972.
  - 1. Images et proses. Madones canadiennes. Le chant de la montée. Escales. Présence de l'absence
  - 2. Mémoire sans jours. Les gisants. L'arbre blanc. Poèmes anglais
- L’échelle des anges. 1975.
- Les Signes. 1976.
- Paliers de paroles. 1978.
- Matin d’oiseaux. 1978.
- Le choix de Rina Lasnier dans l'oeuvre de Rina Lasnier. 1981.
- Entendre l'ombre. 1981.
- Voir la nuit. Proses. 1981.
- Chant perdu. 1983.
- L'ombre jetée. 1988.
- Mémoire sans jours. 1995.
- Le sang du regard. 2004.